# Mundua
Die Mundua (auch Ningau oder, in der Kolonialzeit Forestier genannt) ist die größte Insel der Mundua-Inseln, einer kleinen, zur Gruppe der Vitu-Inseln gehörende Inselgruppe von Papua-Neuguinea. Sie ist 100 km nördlich von Neubritannien gelegen und gehört zur Provinz West New Britain.
Die Insel ist 5,75 km lang und knapp 1 km breit. Sie wird von einem dichten Saumriff eingefasst. Unmittelbar vor der Westküste der Inseln liegt das weit kleinere Eiland Wingoru. Zusammen mit dieser Insel und der noch weiter westlich gelegenen Insel Chilling bildet Mundua den Planet Harbour (ehemals Planethafen), einen natürlichen Ankerplatz.